# روبرت تيري
روبرت تيري (بالإنجليزية: Robert Jenkin Terry)‏ (1829 - ) هو مزارع ولاعب كريكت بريطاني (وحمل سابقاً جنسية المملكة المتحدة لبريطانيا العظمى وأيرلندا).

## وصلات خارجية
- روبرت تيري على موقع إي آس بي آن كريك إنفو (الإنجليزية)